# Підводні човни класу U-20
Підводні човни класу U-20 — тип підводних човнів Ц. К. військового флоту Австро-Угорщини періоду 1-ї світової війни. Були створені на основі креслень підводних човнів, збудованих 1911—1914 для флоту Данії (англ. Havmanden class submarine) на верфі Whitehead_% Co у Фіумі. Договір про будівництво підписали 27 березня 1915 року. Загалом протягом 1916—1818 років збудували чотири човни цього класу — U-20, U-21, U-22, U-23. Два перші човни заклали на верфі флоту у Пулі, два на верфі UBAG у Фіумі. Першою спустили на воду 15 серпня 1915 U-21, а останньою 27 січня 1917 U-22.

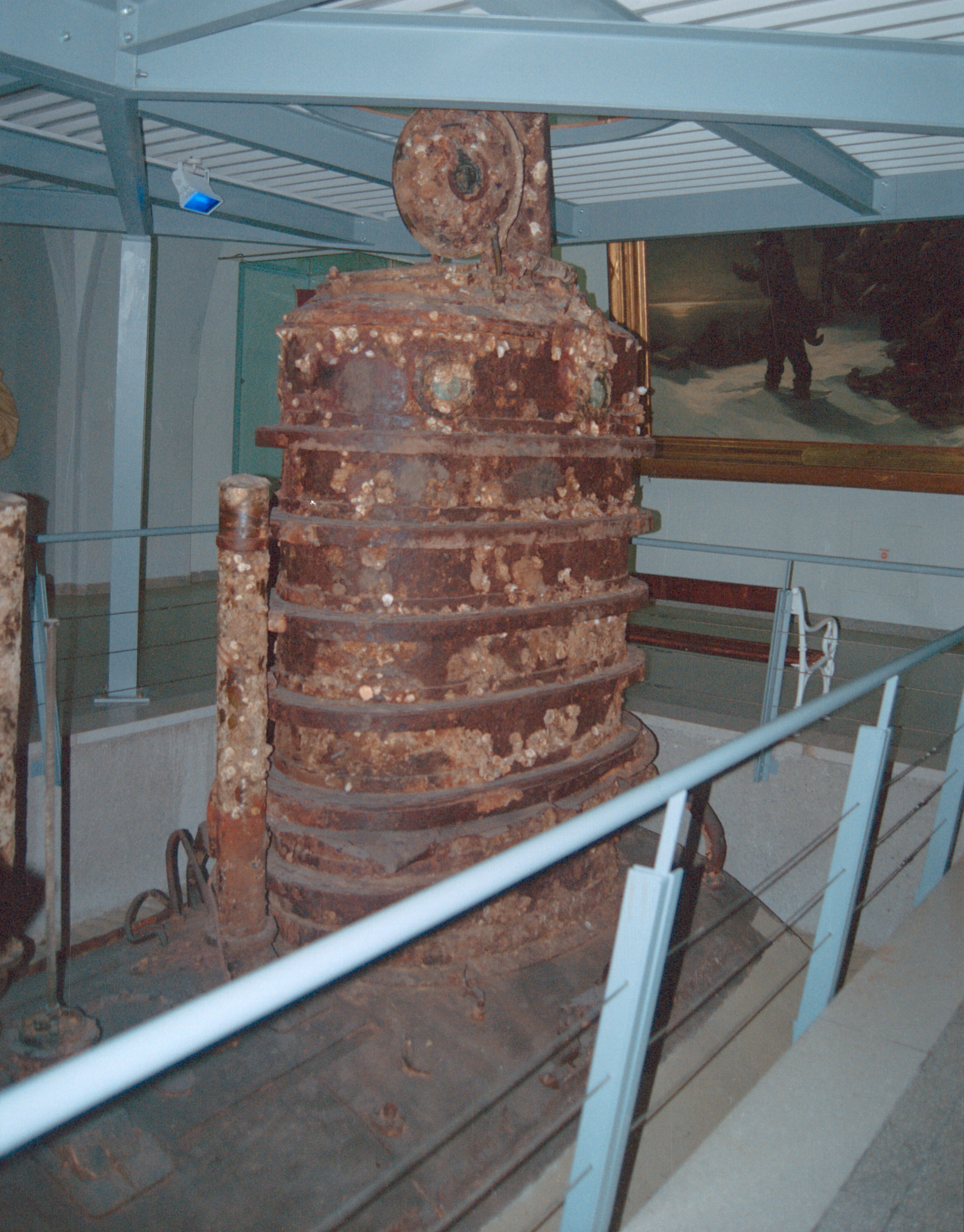
Рубка човна SM U-20 в експозиції музею

SM U-20 спустили на воду 29 серпня 1915 та ввели до складу флоту через рік. Після зіткнення з крейсером «Адмірал Шпаун» у березні 1917 знаходився на ремонті до жовтня цього ж року. У липні 1918 човен був торпедований італійською субмариною F-12 з відстані 590 м і затонув. Його рештки підняли з дна моря 1962 року. Рубка човна експонується у музеї Відня.
SM U-21 ввійшов до флоту у серпні 1916 року. Перші вісім місяців 1917 човен перебував на ремонті. З жовтня 1917 патрулював узбережжя Албанії. Кінець війни зустрів на приколі у Пулі. Був переданий 1920 Італії і порізаний на металобрухт.
SM U-22 увійшов до флоту останнім з серії. У гавані Фіуми він затонув у червні 1917 і перебував на ремонті до жовтня місяця. У час війни човен здійснював патрулювання північної Адріатики з бази у Трієсті, а після ремонту у середині 1918 патрулювання узбережжя Чорногорії з бази у Которі, де він зустрів завершення війни. Був переданий 1929 Франції і порізаний на металобрухт. .
SM U-23 будували з 8 грудня 1915 по 5 січня 1917. З вересня 1917 човен з бази у Которі патрулював узбережжя Італії поміж Ріміні і Анконою. 20 лютого 1918 у протоці Отранто спробував атакувати італійський транспорт «Memfi». Втікаючи від погоні італійського міноносця «Airone» він потрапив у протичовнову сітку та підірвався на вмонтованій у ній міні. U-23 затонув з усім екіпажем.